# Thomas Lancashire
Thomas « Tom » Lancashire (né le 2 juillet 1985 à Bolton) est un athlète britannique spécialiste du demi-fond.

## Carrière
Il remporte la médaille d'argent du 1 500 mètres lors des Championnats d'Europe juniors 2003 de Tampere. L'année suivante à Grosseto, il se classe sixième des Championnats du monde juniors. Il participe aux Jeux olympiques de 2008 où il est éliminé dès les séries.
Dixième des Championnats d'Europe 2010 de Barcelone, Tom Lancahire réalise 3 min 33 s 96 lors du Mémorial Van Damme de Bruxelles, améliorant son record personnel et établissant la deuxième meilleure performance européenne de l'année derrière l'Espagnol Arturo Casado. 

## Palmarès
| Date | Compétition                    | Lieu      | Résultat | Épreuve |
| ---- | ------------------------------ | --------- | -------- | ------- |
| 2003 | Championnats d'Europe juniors  | Tampere   | 2e       | 1 500 m |
| 2004 | Championnats du monde juniors  | Grosseto  | 6e       | 1 500 m |
| 2010 | Championnats d'Europe          | Barcelone | 10e      | 1 500 m |
| 2017 | Championnats d'Europe en salle | Belgrade  | 5e       | 1 500 m |

### Records
| Épreuve | Performance   | Lieu      | Date         |
| ------- | ------------- | --------- | ------------ |
| 1 500 m | 3 min 33 s 96 | Bruxelles | 27 août 2010 |
| Mile    | 3 min 53 s 39 | Londres   | 14 août 2010 |